# Casopitant
Casopitant (INN, :208 tên thương mại dự kiến Rezonic (Mỹ), Zunrisa (Châu Âu)) là một chất đối kháng neurokinin 1 (NK 1 R) đang được nghiên cứu để điều trị chứng buồn nôn và nôn do hóa trị liệu (CINV). Nó hiện đang được phát triển bởi GlaxoSmithKline (GSK).
Vào tháng 7 năm 2008, công ty đã nộp đơn xin cấp phép tiếp thị với Cơ quan Dược phẩm Châu Âu. Ứng dụng đã bị rút hồi tháng 9 năm 2009 vì GSK quyết định rằng việc đánh giá an toàn hơn nữa là cần thiết.